# Luka Maksimović
Luka Maksimović (v srbské cyrilici Лука Максимовић; 1991, Velika Ivanča, SFRJ), známý též pod pseudonymem Ljubiša Preletačević Beli (Љубиша Прелетачевић Бели) je srbský komik, student komunikologie a kandidát v prezidentských volbách v roce 2017, kde skončil na 3. místě s 9 % hlasů.

## Biografie
Maksimović se narodil roku 1991 v obci Velika Ivanča u Mladenovace. V roce 2016 založil satirické politické hnutí Sarmu prob'o nisi (Sarmu jsi nezkusil). Přestože jeho předvolební kampaň byla míněna čistě satiricky, nakonec získal v komunálních volbách v roce 2016 druhé místo v celé obci a třináct z 55 zastupitelů v místní skupštině. Preletačević se svojí kampaní, kde se představil jako kandidát v bílém obleku na bílém koni (odtud i přezdívka Beli), pokusil poukázat na absurditu celého politického systému v Srbsku, volebního procesu i současných kandidátů. Jeho kandidatura vyvolala značnou pozornost jak domácích, tak i zahraničních médií.
Dne 12. března 2017 jej skupina občanů s heslem Beli – Samo jako! (Beli - jenom silně!) nominovala do prezidentských voleb. Podle místních zákonů musel předložit nejméně 10 000 podpisů občanů, aby byla jeho kandidatura uznána. Tak učinil právě v polovině dubna, kdy odevzdal 12 700 podpisů. Následujícího dne se stal jedním z oficiálních kandidátů v prezidentských volbách. Ve své předvolební kampani Maksimović zdůraznil, že kandiduje proto, aby srbský premiér Aleksandar Vučić nevyhrál již v prvním kole voleb, a muselo se tak konat kolo druhé. Maksimovićovy spoty parodují Vučićův styl i image. Podle předvolebních průzkumů, které byly uskutečněny v druhé polovině března 2017 měl Maksimović podporu cca 11 % obyvatel Srbska, což ho stavělo na druhé až třetí místo. Jeho kampaň přilákala pozornost domácích i zahraničních médií.. Jeho předvolební heslo zní Žebrota vrací úder (Sirotinja uzvraća udarac).
Za svůj mediální předobraz si vzal Josipa Broze Tita, který byl znám rovněž nošením bílých uniforem a rovněž byl zobrazován na bílém koni. V satirickém předvolebním klipu slíbil Maksimović vybudování vesmírného programu a kolonizaci Marsu.
Satiričnost své kampaně dokázal i tím, že přiznal, že nemá politický program, nezná ani pravomoci srbského prezidenta, ani se nepovažuje za dostatečně kompetentního pro nejvyšší úřad v zemi.